# Curuzú Cuatiá Airport
Curuzú Cuatiá Airport är en flygplats i Argentina. Den ligger i den nordöstra delen av landet, 500 km norr om huvudstaden Buenos Aires. Curuzú Cuatiá Airport ligger 69 meter över havet.
Terrängen runt Curuzú Cuatiá Airport är mycket platt. Närmaste större samhälle är Curuzú Cuatiá, 7,7 km väster om Curuzú Cuatiá Airport.
Trakten runt Curuzú Cuatiá Airport består i huvudsak av gräsmarker. Runt Curuzú Cuatiá Airport är det glesbefolkat, med 12 invånare per kvadratkilometer.